# Constitution thaïlandaise de 1997
 (juin 2021).
La mise en forme du texte ne suit pas les recommandations de Wikipédia : il faut le « wikifier ».
Les points d'amélioration suivants sont les cas les plus fréquents. Le détail des points à revoir est peut-être précisé sur la page de discussion.
- Les titres sont pré-formatés par le logiciel. Ils ne sont ni en capitales, ni en gras.
- Le texte ne doit pas être écrit en capitales (les noms de famille non plus), ni en gras, ni en italique, ni en « petit »…
- Le gras n'est utilisé que pour surligner le titre de l'article dans l'introduction, une seule fois.
- L'italique est rarement utilisé : mots en langue étrangère, titres d'œuvres, noms de bateaux, etc.
- Les citations ne sont pas en italique mais en corps de texte normal. Elles sont entourées par des guillemets français : « et ».
- Les listes à puces sont à éviter, des paragraphes rédigés étant largement préférés. Les tableaux sont à réserver à la présentation de données structurées (résultats, etc.).
- Les appels de note de bas de page (petits chiffres en exposant, introduits par l'outil «  Source ») sont à placer entre la fin de phrase et le point final[comme ça].
- Les liens internes (vers d'autres articles de Wikipédia) sont à choisir avec parcimonie. Créez des liens vers des articles approfondissant le sujet. Les termes génériques sans rapport avec le sujet sont à éviter, ainsi que les répétitions de liens vers un même terme.
- Les liens externes sont à placer uniquement dans une section « Liens externes », à la fin de l'article. Ces liens sont à choisir avec parcimonie suivant les règles définies. Si un lien sert de source à l'article, son insertion dans le texte est à faire par les notes de bas de page.
- La présentation des références doit suivre les conventions bibliographiques. Il est recommandé d'utiliser les modèles {{Ouvrage}}, {{Chapitre}}, {{Article}}, {{Lien web}} et/ou {{Bibliographie}}. Le mode d'édition visuel peut mettre en forme automatiquement les références.
- Insérer une infobox (cadre d'informations à droite) n'est pas obligatoire pour parachever la mise en page.

Pour une aide détaillée, merci de consulter Aide:Wikification.
Si vous pensez que ces points ont été résolus, vous pouvez retirer ce bandeau et améliorer la mise en forme d'un autre article.
Lire en ligne

Consulter

Constitution thaïlandaise de 1991 Constitution thaïlandaise de 2006
La Constitution thaïlandaise de 1997 était la loi fondamentale de la Thaïlande de 1997 à 2006. Elle a été une promulguée, le 11 octobre 1997, et avait pour objet de remplacer la Constitution thaïlandaise de 1991. Finalement, celle-ci a été abrogée par le Conseil pour la sécurité nationale (en), le 19 septembre 2006 à la suite d'un coup d'État militaire.
Cette Constitution a été largement saluée en tant que renforçant le processus démocratique. En effet, la Constitution de 1997 a été la première constitution thaïlandaise à être rédigée par une assemblée constituante élue et désignée par le peuple, d'où le nom qu'elle tire de "Constitution du peuple". 
Cette Constitution de 1997 a mis en place un Parlement bicaméral ( Assemblée nationale), où pour la première fois, les deux chambres, chambre basse et chambre haute, sont élues directement par le peuple.
De plus, cette constitution garantit l'éducation gratuite aux enfants, à l'école primaire mais aussi au collège et au lycée.
Et enfin de nombreux droits fondamentaux sont explicitement reconnus dans ce texte constitutionnel.